# The Cow-Boy Girls
The Cow-Boy Girls è un cortometraggio muto del 1910. Non si conosce il nome del regista né altri dati certi del film che venne prodotto e distribuito dalla Selig Polyscope Company.

## Trama
Nella sua bella casa del New England, Hazel riceve dalla zia un invito per passare qualche tempo al L.Z. Ranch insieme alle sue amiche. Al ranch, saranno tutte donne dato che lo zio e i cugini di Hazel sono partiti in vacanza. Per tre settimane, le ragazze, se accetteranno l'invito, potranno diventare delle cow-boy girls.

## Produzione
Il film fu prodotto dalla Selig Polyscope Company.

## Distribuzione
Distribuito dalla Selig Polyscope Company, il film - un cortometraggio in una bobina - uscì nelle sale cinematografiche statunitensi il 2 maggio 1910.